# Croton levatii
Espèce
Classification APG II (2003)
Croton levatii est une espèce de plantes à fleurs du genre Croton et de la famille Euphorbiaceae présente au Vanuatu.